# 聖女ジャンヌ・ダーク
『聖女ジャンヌ・ダーク』（せいじょジャンヌ・ダーク、Saint Joan）は、1957年のイギリス・アメリカ合衆国の伝記映画。監督はオットー・プレミンジャー、出演はジーン・セバーグとリチャード・ウィドマークなど。ジャンヌ・ダルクの生涯を描いたジョージ・バーナード・ショーの1923年の戯曲『聖女ジョウン』を原作としている。また、主演のセバーグのデビュー作である。
日本では劇場未公開だが、NHK衛星第2で放映されたことがある。

## ストーリー
フランスの老王シャルル7世の枕元に、かつて火あぶりの刑に処せられて死んだジャンヌ・ダルクの亡霊が現れる。王は若き王太子時代に、ジャンヌと初めて出会った頃を思い出す。

## キャスト
- ジャンヌ・ダルク：ジーン・セバーグ
- シャルル7世：リチャード・ウィドマーク
- デュノア：リチャード・トッド
- コーション：アントン・ウォルブルック（英語版）
- ウォリック伯：ジョン・ギールグッド
- ：フェリックス・アイルマー
- ：アーチー・ダンカン
- ：ハリー・アンドリュース
- ：マーゴット・グレアム
- ：バリー・ジョーンズ
- ：フランシス・デ・ウルフ
- ：フィンレイ・カリー
- ：ヴィクター・マダーン
- ：バーナード・マイルズ